# 周比利
周比利（英語：Billy Chow，1958年8月24日—），世界拳王及動作片演員，外號「老虎」，加拿大卡尔加里（Calgary）出生，5歲左右開始學習空手道，11歲學習武術功夫，後來揚名美加自由搏擊賽場,1982年奪得加拿大輕量級自由搏擊冠軍。他的職業戰績43勝8負，31場技術性擊倒（KO），且從未被人KO，於1985年獲得WKA自由搏擊世界冠軍。於1980年代中期起參與數部香港功夫片演出及武術指導，多演造型時髦現代的華青幫反派打手。2003年以45歲之高齡復出拳賽，2007年5月30日，於澳門舉辦的「國際泰拳金腰帶澳門慈善大賽」KO泰國南部拳王拿差聯，奪得金腰帶殊榮。
雖然演藝表現不如其他武打巨星，但其所開設的周比利拳館為香港指標性的格鬥教練場、具國際知名度。

## 演出作品
*以下列表只記錄周比利演出過的影視作品，若有遺漏，請協助補充相關資料。

### 電影
| 年份 | 片名                 | 角色                 |
| 1984 | 有Friend無驚         | Tak                  |
| 1985 | 飛虎奇兵             | 暴徒                 |
| 1987 | 東方禿鷹             | 越南軍官             |
| 1988 | 飛龍猛將             | 華老闆手下           |
| 1988 | 群龍戲鳳             | 唐虎                 |
| 1988 | 過埠新娘             | 拳手Billy            |
| 1989 | 奇蹟                 | 三哥                 |
| 1990 | 江湖最後一個大佬     | 張國華               |
| 1990 | 驱魔警察             | 販毒集團打手         |
| 1990 | 皇家師姐之中間人     |                      |
| 1990 | 無敵幸運星           |                      |
| 1991 | 赌侠2之上海滩赌圣    | 姿五六郎             |
| 1991 | 女機械人             |                      |
| 1991 | 洪福齊天             | 打手                 |
| 1992 | 花街狂奔             |                      |
| 1992 | 妖怪都市             | 乃密                 |
| 1993 | 超級學校霸王         | 泰王                 |
| 1993 | 黃飛鴻之四：王者之風 | 大力王               |
| 1994 | 破壞之王             | 精英中心跆拳道部主將 |
| 1994 | 精武英雄             | 藤田岡               |
| 1994 | 地下賭王             | 羅仔                 |
| 1994 | 機密檔案之奪命奇花   |                      |
| 1995 | 鼠膽龍威             | 喪邦                 |
| 1996 | 人皮高踭鞋           |                      |
| 1998 | 98古惑仔：龍爭虎鬥   | 大頭仔的拳擊教練     |
| 2003 | 少年陳真             |                      |
| 2018 | 黃金兄弟             |                      |

### 電視劇（亞洲電視）
| 年份 | 片名                     | 角色   |
| 1984 | 101拘捕令III之勇敢新世界 | 薛冠雄 |
| 1998 | 太極宗師                 | 端王爺 |

## 比賽成績
- 1982年：奪得加拿大羽量級自由搏擊冠軍
- 1985年：勇奪世界輕中量級自由搏擊冠軍
- 2002年：再踏香港擂台大勝伊朗拳王
- 2003年：在香港再戰泰國拳王以KO擊敗對手
- 2004年：在香港再次以點數擊敗泰國拳王

## 外部連結
- 周比利在香港影庫上的簡介